# Distrito fitogeográfico del Monte de Sierras y Bolsones

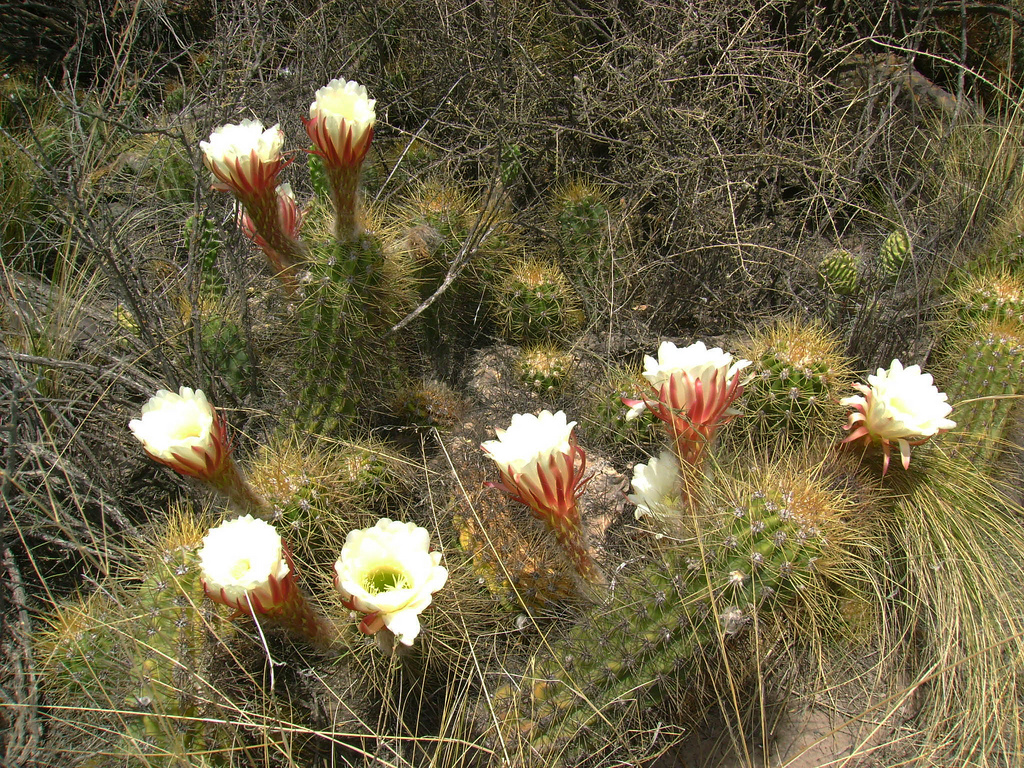
Echinopsis candicans, es una cactácea característica de esta formación. Cerro Arco, Mendoza, Argentina.

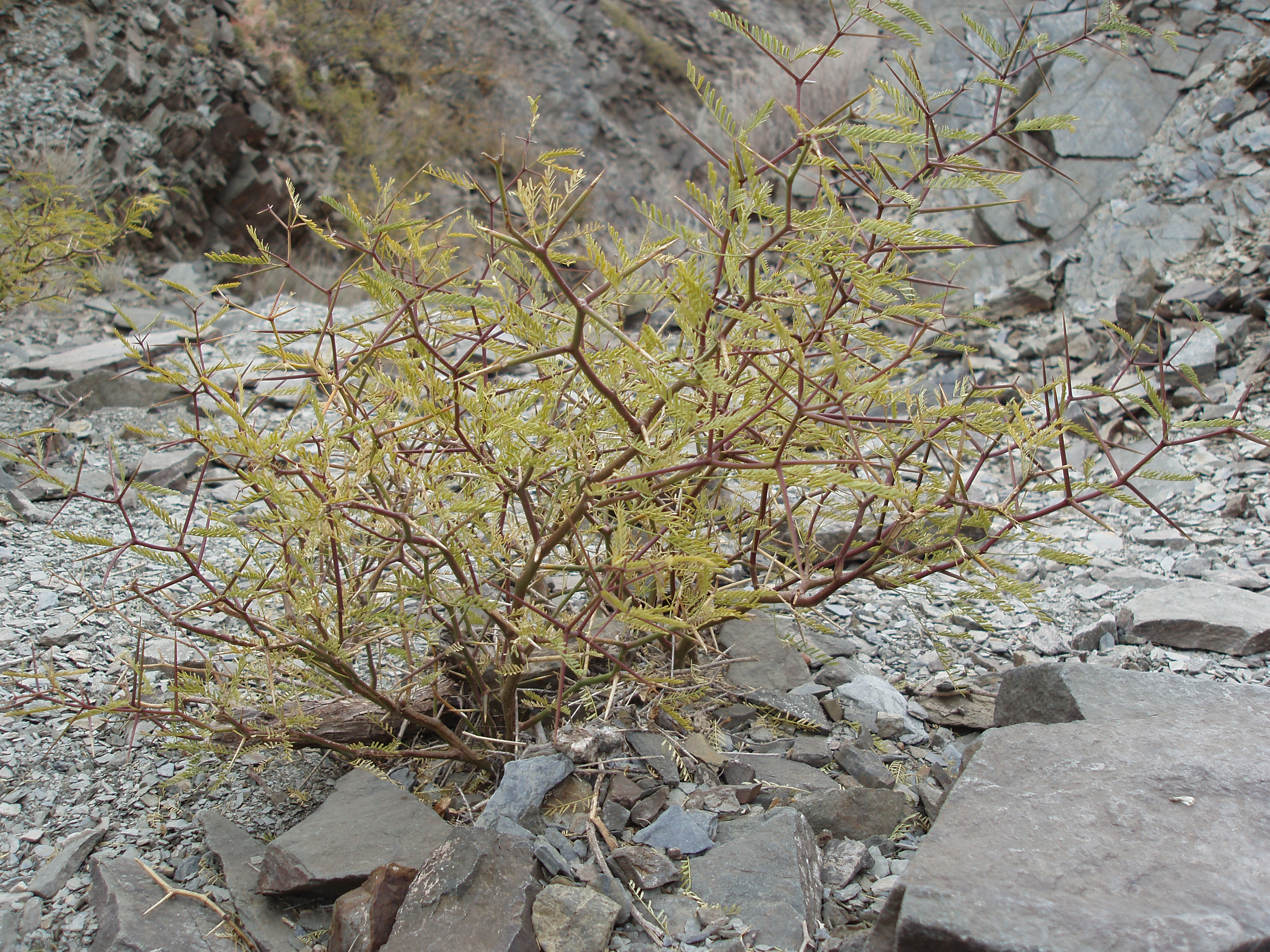
Prosopis alpataco, es un arbusto característico de esta formación.

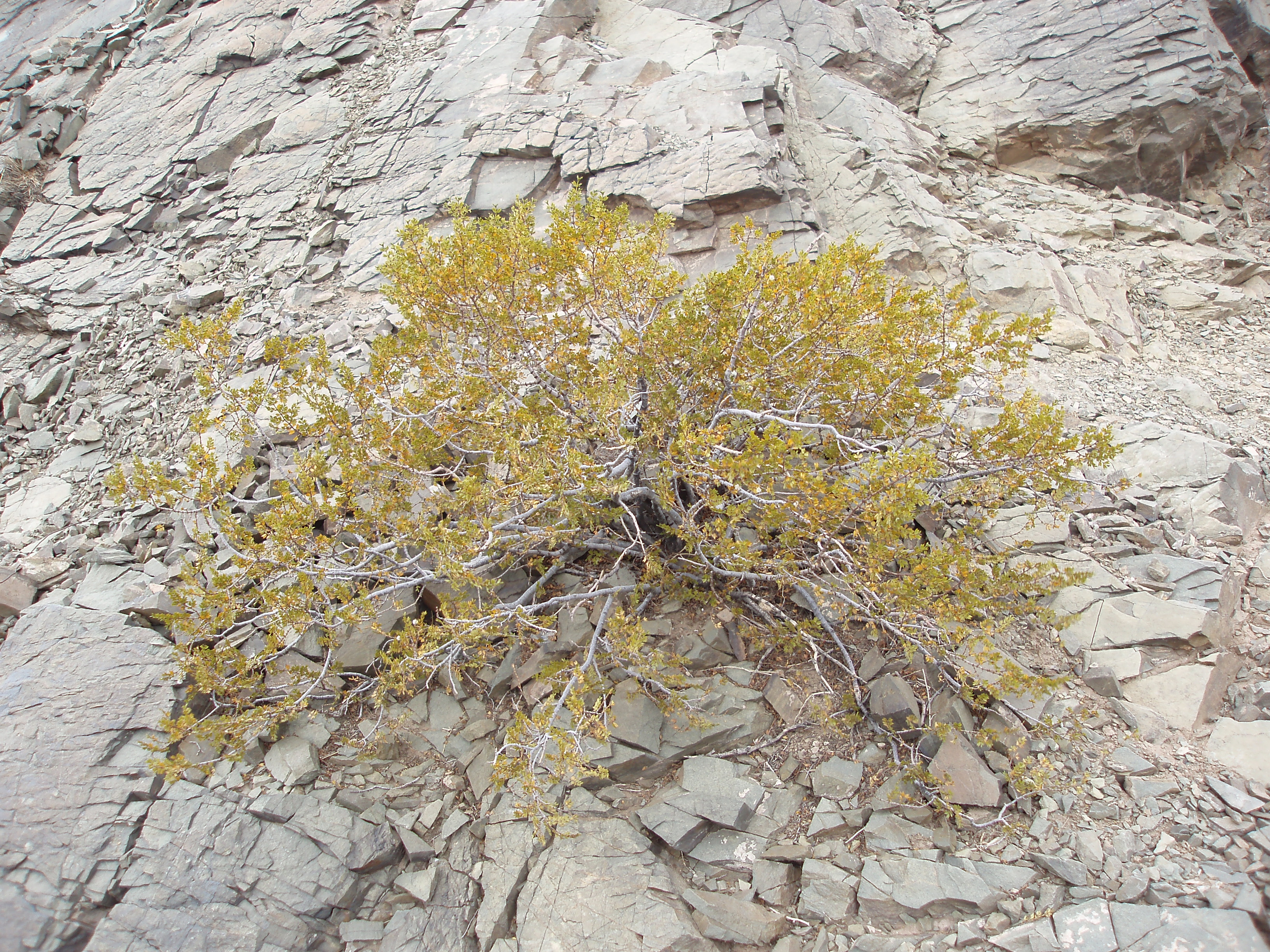
La jarilla (Larrea cuneifolia) arbusto dominante en este Distrito fitogeográfico.

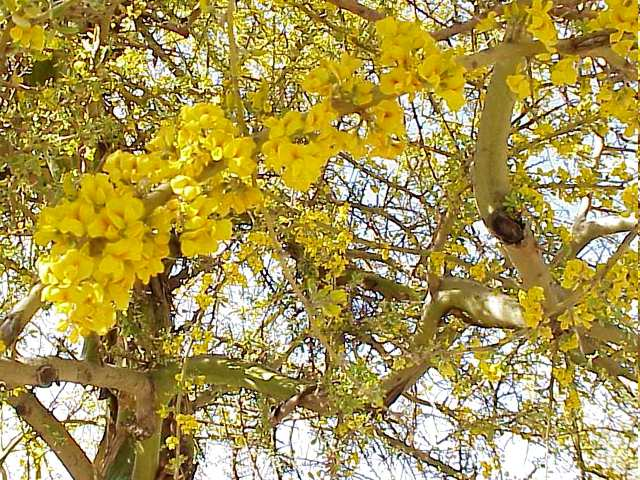
El chañar (Geoffroea decorticans), un arbolito común en esta formación.

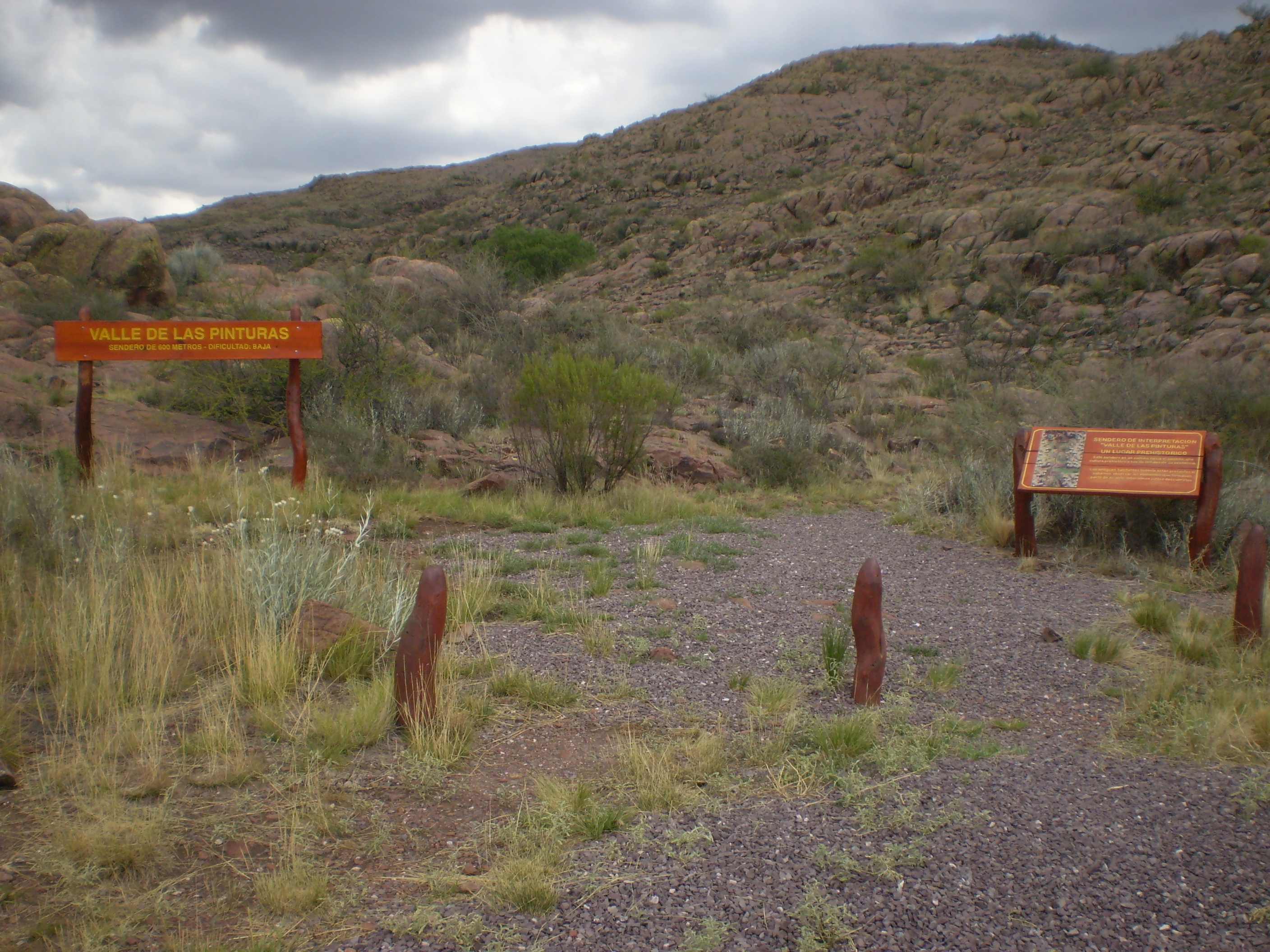
Sendero Valle de las Pinturas en el parque nacional Lihué Calel, La Pampa, Argentina, vegetación típica de este Distrito fitogeográfico.

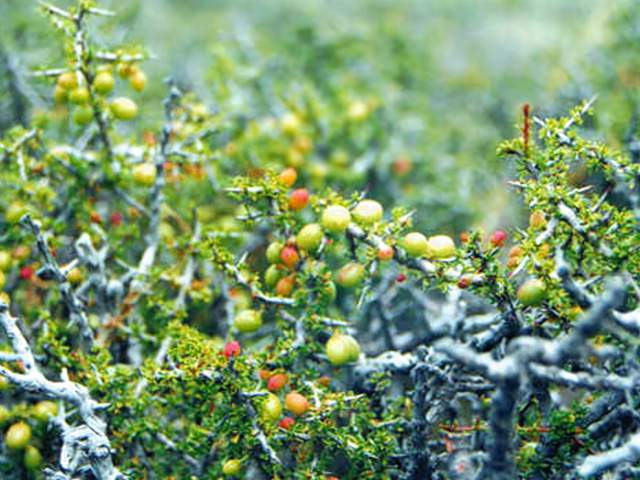
el piquillín (Condalia microphylla), es un arbusto característico de esta formación.

El distrito fitogeográfico del Monte de Sierras y Bolsones es uno de los distritos fitogeográficos en que se divide la provincia fitogeográfica del Monte. Es exclusivo del oeste y noroeste de la Argentina. Incluye formaciones arbustivas, en su mayor parte, con predominancia de zigofiláceas arbustivas, en especial del género Larrea, asociadas con Prosopis. También se encuentran desiertos esteparios abiertos, tanto psamófilos como halófilos, así como bosques xerófilos marginales.

## Sinonimia
También es llamada: Monte, Formación del Monte, Monte Argentino, Provincia del Monte, Provincia fitogeográfica del Monte Central, Monte Occidental, Bosques Xerófilos, Bosque xerófilo central, Formación del Chañar, Provincia Central, etc.

## Distribución
Según la clasificación de Ángel Lulio Cabrera, este Distrito fitogeográfico se ubica en el oeste y noroeste de la Argentina, en la denominada diagonal árida; se extiende en las provincias de: Salta en el valle del río Santa María en su extremo sur y su continuación por las zonas occidentales de Tucumán, el centro de Catamarca y La Rioja, las zonas centro-orientales de San Juan, y el extremo norte de Mendoza.
Las altitudes de los relieves en que se presenta van de los 500 hasta los 2200 m s. n. m.

## Límites
A lo largo de su borde oeste, este Distrito fitogeográfico presenta pronunciadas laderas las que, según su orientación, y sus características geomorfológicas y altimétricas la conectan con la Provincia fitogeográfica Puneña, o con la Provincia fitogeográfica Prepuneña, la cual la reemplaza a mayores altitudes. Al norte y al noreste limita con el Distrito fitogeográfico Chaqueño Serrano; al este lo hace con el Distrito fitogeográfico Chaqueño Árido, ambos Distritos pertenecen a la Provincia fitogeográfica Chaqueña. Al sur contacta con el Distrito fitogeográfico del Monte de Llanuras y Mesetas de su misma Provincia fitogeográfica.

## Afinidades florísticas
Este Distrito fitogeográfico guarda estrecha relación con el Distrito fitogeográfico del Monte de Llanuras y Mesetas de su misma Provincia fitogeográfica. Presenta vínculos con la Provincia fitogeográfica Prepuneña, a la cual algunos tratan solo como un Distrito más de la Provincia fitogeográfica del Monte. También se relaciona con el Distrito fitogeográfico Chaqueño Serrano y el Distrito fitogeográfico Chaqueño Árido, ambos Distritos pertenecen a la Provincia fitogeográfica Chaqueña. 

## Características
Esta Provincia fitogeográfica se caracteriza por presentar estepas arbustivas xerófilas dominadas por Zigofiláceas y especies del género Prosopis. También, se encuentran comunidades edáficas halófilas, sammófilas, y en algunas áreas con napas freáticas poco profundas se presentan bosqu

## Suelos
Los suelos se presentan con escasa heterogeneidad, generalmente profundos, muy permeables, pobres en materia orgánica, arenosos o areno-arcillosos en los valles, y de reacción alcalina. También son comunes los suelos salobres próximos a los salares, rocosos en las sierras, huayquerías o tierras malas, medanales, y barriales. La aridez limita la evolución de los suelos, por lo que dominan los aridisoles.

## Relieve
El relieve es variado, con valles, bolsones, travesías, y laderas de montañas. Al pie de las laderas nacen valles intermontanos de origen tectónico, entre estos destacan los Valles Calchaquíes y los altos valles del río de los Patos y de los ríos Jáchal y Bermejo del Sistema del río Desaguadero.
En el sector norte, el Distrito se encuentra sobre valles longitudinales de orientación norte-sur, y en dilatados faldeos de variados sistemas serranos. Más hacia el sur, estos valles intermontanos van derivando en bolsones, nombre local para definir a depresiones planas con cuencas cerradas o de deficiente drenaje...

## Clima
El clima es templado y seco, pues la humedad de la masa de aire atlántica se deposita en los faldeos orientales de las sierras, no accediendo por lo tanto al Distrito. El anticiclón del océano Atlántico genera vientos de los cuadrantes norte y noreste, en tanto que el anticiclón del océano Pacífico es responsable de los provenientes de los cuadrantes sur y suroeste.
Las precipitaciones no superan los 300 mm anuales —aunque generalmente son inferiores a los 200 mm—, siendo incluso en algunos valles sanjuaninos tan solo de 30 mm. Están distribuidas principalmente durante el estío en los valles y quebradas del norte, mientras que en los bolsones del sur las lluvias precipitan a lo largo de todo el año. Igualmente, la totalidad del Distrito presenta un marcado déficit hídrico en todas las temporadas. Es intensa la radiación, mientras que la nubosidad es baja, y en algunos valles es la menor del país.
Las temperaturas medias pasan de 17,5 °C. Las máximas y mínimas absolutas llegan a los 43,8 °C y a los -13 °C, respectivamente. Los cambios de temperatura son muy marcados, tanto entre estaciones como durante el mismo día, como consecuencia de la continentalidad y la extrema aridez.
Los tipos climáticos característicos de esta Provincia fitogeográfica son: Desierto de Tierra Fría en la mitad norte, y Desierto Subtropical Tórrido en la mitad sur.

## Especies principales
Son dos las comunidades climáxicas de este Distrito fitogeográfico: la más característica es la estepa arbustiva de jarillas y retamo, llamada localmente jarillar, la que vegeta sobre bolsones o llanuras de suelos arenosos o areno-pedregosos. La segunda es la llamada estepa espinosa, la cual crece en suelos detríticos. Según la latitud, clima, suelo, etc, se presentarán múltiples faciaciones donde alternan las especies dominantes, estando ausentes algunas, o presentándose otras.
Las especies dominantes son integrantes del género Larrea, llamadas comúnmente jarillas (Larrea divaricata, Larrea cuneifolia, Larrea nitida, y Larrea ameghinoi), el quilembay (Chuquiraga erinacea), la chilladora (Chuquiraga hystrix), el piquillín (Condalia microphylla), el algarrobillo (Prosopidastrum globosum), el llaollín (Lycium chilense), Lycium tenuispinosum, Bouganvillea stipitata, gramíneas como las Poa y Stipa, arbolitos como el chañar (Geoffroea decorticans), la lata (Mimozyganthus carinatur), el rodajillo (Plectrocarpa rougesii), Plectrocarpa tetracantha, Justicia platycarpa, Tricomaria usillo, Baccharis salicifolia, Baccharis spartioides, Proustia cuneifolia, Brachyclados lycioides, cactáceas como el cardoncito (Cereus aethiops), Cleistocactus smaragdiflorus, Echinocactus, Echinopsis candicans, Echinopsis strigosus, la penca (Opuntia sulphurea), Opuntia aeracantha, Opuntia microdisca, la penca rubia (Setiechinopsis mirabilis), Echinopsis leucantha, el huevo de indio (Tephrocactus articulatus), Tephrocactus glomeratus, la traicionera (Cylindropuntia tunicata), el albaricoque (Ximena americana), Euphorbia serpens, Munroa argentina, Tribulus terrestris, la brusquilla (Discaria longispina), varios algarrobos arbustivos como el alpataco (Prosopis alpataco), el retortuño (Prosopis strombulifera), el tintitaco (Prosopis torquata), Prosopis argentina, Prosopis globosa, el retamo (Bulnesia retama), Bulnesia schikendantzii, la pichana (Senna aphylla),Senna rigida, Zuccagnia punctata, Mimosa ephedroides, Caesalpinia exilifolia, Acacia aroma, Baccharis aliena, la tramontana (Ephedra breana), Artemisia mendozana, la cola de león (Lampaya sckickendantzii), Cercidium australe, Atamisquea emarginata, la mata sebo (Monttea aphylla), Verbena ligustrina, Eupatorium bunifolium, Grindelia chiloensis, Oenothera odorata, Glandularia platense, Oxalis viscosisima, Petunia axillaris, etc.
En pantanos salobres vegetan pajonales del hunquillo (Sporobolus maximus) de más de 2 metros de altura.
En sectores que bordean las salinas encontramos una estepa arbustiva halófila donde generalmente domina el jume (Suaeda divaricata), Heterostachys ritteriana, el palo azul (Cyclolepis genistoides), la vidriera (Allenrolfea vaginata), el retortuño (Prosopis strombulifera), Atriplex sagittifolia, Atriplex lampa, etc.
En sectores arenoso-salobres encontramos una estepa sammo-halófila donde generalmente dominan: Suaeda divaricata, Prosopis argentina, Senna aphylla, el tupe (Paspalum urvilleanum), el hunquillo (Sporobolus rigens), el matorro (Cyclolepis genistoides), etc.
En sectores medanosos encontramos una estepa sammófila donde generalmente dominan el hunquillo (Sporobolus rigens), el olivillo (Hyalis argentea), el ajo macho (Panicum urvilleanum), etc.
En los bordes de salinas, valles arenosos y terrazas fluviales de los cursos de agua de la región se presenta una oferta de agua más o menos dulce a pocos metros de profundidad, la cual compensa localmente la aridez climáxica, lo que permite una vegetación de más desarrollo, con bosques en galería de variadas freatófitas, entre ellas destacan: el algarrobo blanco (Prosopis alba), el algarrobo negro (Prosopis nigra), el algarrobo dulce (Prosopis flexuosa), el algarrobo chileno (Prosopis chilensis), el viscote (Acacia visco), el tala (Celtis ehrenbergiana), el molle de curtir o moradillo (Schinus fasciculatus), el sombra de toro (Jodina rhombifolia), el chañar (Geoffrea decorticans), la brea (Parkinsonia praecox), etc. Estos bosques fueron talados en su mayor parte; otros fueron muriendo al descender la napa freática, o al ser cubiertos por dunas fluviales.
En sectores rocosos de las sierras encontramos una estepa petrófila donde generalmente se encuentran la orquídea Brachystele dilatata, helechos como Cheilanthes buchtienti, Adiantun chilense, Pellaea ternifolia, Cheilanthes micropteris, Gomphrena colocasana, el chañar brea (Cercidium praecox), cactáceas como el manca caballos (Echinopsis candicans), Wigginsia, varias especies de Gymnocalycum, etc; aferrados a las paredes rocosas habitan varias especies de claveles del aire (Tillandsia gilliesii, Tillandsia pedicellata), el arbolito endémico: chica (Ramorinoa girolae), etc. 